# Tryczówka
Tryczówka – wieś w Polsce położona w województwie podlaskim, w powiecie białostockim, w gminie Juchnowiec Kościelny.

## Historia
Wieś królewska w starostwie suraskim w ziemi bielskiej województwa podlaskiego w 1795 roku. 
W 1921 roku wieś liczyła 47 domów i 219 mieszkańców, w tym 179 katolików i 40 prawosławnych.
W lipcu 1944 r. w Tryczówce Hilterowcy wykonali wyrok na kilku, przypadkowo schwytanych w łapance, mieszkańcach wsi Ciełuszki, Pawły, Kaniuki oraz Ryboły i spalili ich żywcem w specjalnie podpalonej stodole.
W latach 1975–1998 miejscowość administracyjnie należała do województwa białostockiego.

## Religia

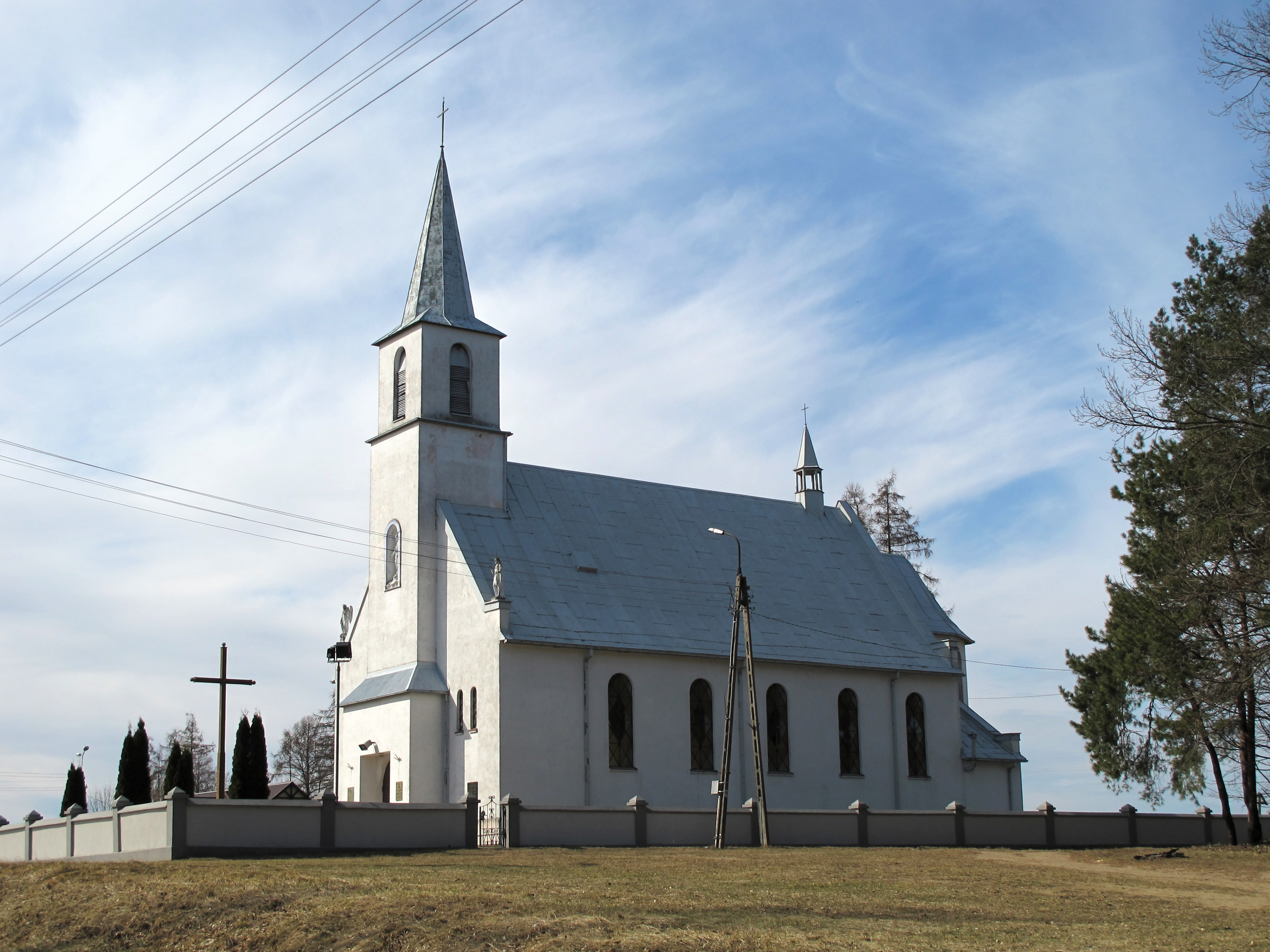
Kościół Niepokalanego Poczęcia NMP nieopodal wsi

### Kościół rzymskokatolicki
Miejscowość jest siedzibą parafii Niepokalanego Poczęcia NMP, należącej do metropolii białostockiej, archidiecezji białostockiej, dekanatu Białystok – Nowe Miasto.

### Kościół prawosławny
Miejscowość podlega parafii Podwyższenia Krzyża Pańskiego w Kożanach, należącej do dekanatu Białystok diecezji białostocko-gdańskiej.

## Części wsi
| SIMC    | Nazwa   | Rodzaj    |
| ------- | ------- | --------- |
| 0997134 | Miasto  | część wsi |
| 0997140 | Słoboda | część wsi |